# Петров, Виктор Александрович (государственный деятель)
Ви́ктор Алекса́ндрович Петро́в (31 января 1935, с. Новотулка, Саратовская область — 11 декабря 2014, Пермь) — советский партийный и государственный деятель, председатель Пермского облисполкома (1984—1990), заслуженный строитель РСФСР.

## Биография
Родился в крестьянской семье. В 1954 г. окончил Саратовский нефтепромысловый техникум по специальности «техник-строитель», в 1964 г. — Пермский политехнический институт по специальности «инженер-строитель».
- 1954—1955 гг. — мастер, прораб СМУ-3 треста «Молотовстрой»,
- 1955—1958 гг. — в Советской Армии,
- 1958—1962 гг. — прораб СМУ-3 треста № 7,
- 1962—1972 гг. — инструктор, заведующий отделом строительства и городского хозяйства Пермского городского комитета КПСС,
- 1972—1973 гг. — первый секретарь Индустриального районного комитета КПСС г. Перми,
- 1973—1975 гг. — заведующий отделом строительства Пермского обкома КПСС,
- 1975—1984 гг. — секретарь Пермского обкома КПСС,
- 1984—1990 гг. — председатель исполкома Пермского областного совета.

В дальнейшем был председателем правления Западноуральского филиала кооперативного банка Центросоюза России (г. Пермь).
Избирался делегатом XXVII съезда КПСС (1986), депутатом Верховного Совета РСФСР 11 созыва (1985—1990), народный депутат РСФСР (1990—1993).

## Награды
- Три ордена Трудового Красного Знамени (1976, 1982, 1985).
- Орден «Знак Почёта» (1971).
- Заслуженный строитель РСФСР.
- Почетный гражданин Пермской области.